# Piti (plat)

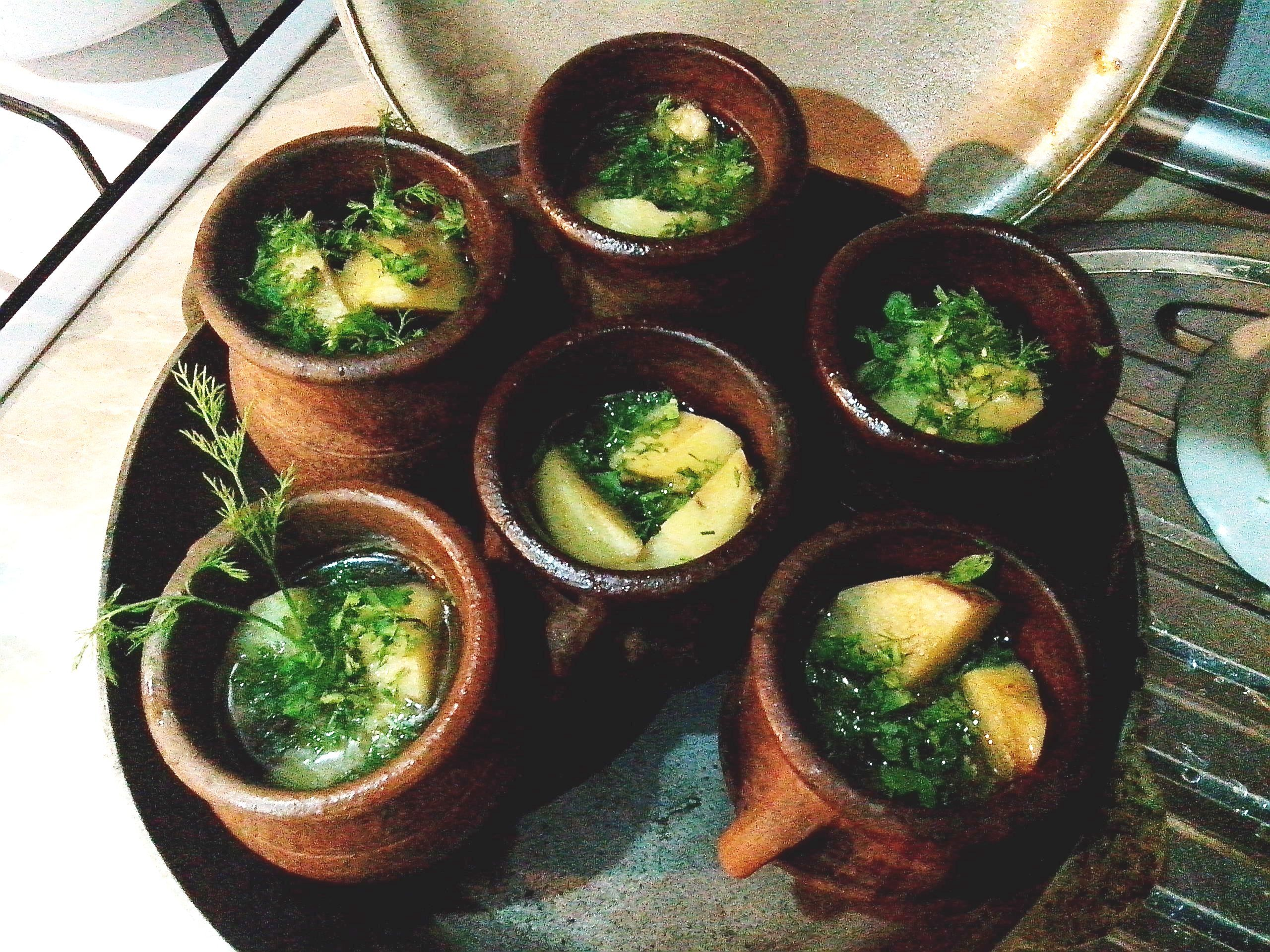
Piti de la cuina de l'Azerbaidjan.

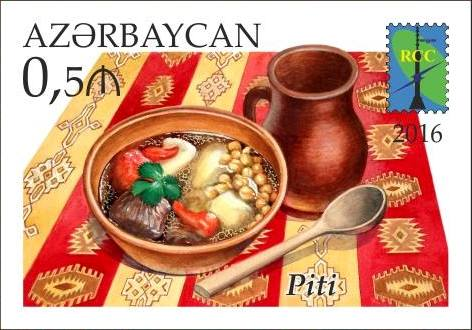
Piti en un segell de l'Azerbaidjan.

Piti és un plat de la cuina turca i de l'Azerbaidjan fet amb carn d'ovella i cigrons com a ingredients bàsics. També és denominat Bozbaş en algunes parts de la Regió d'Anatòlia Oriental de Turquia.

## Preparació i consum
Aquests ingredients bàsics són cuinats en una cassola, de vegades de fang i després se li afegeixen patates i cebes. En alguns llocs també se li afegeixen mongetes verdes i pebrots verds dolços. El plat té un brou groc verdós que s'obté amb l'ús d'una herba conegut com a sarıkök, una variant de cúrcuma.
A l'hora de servir aquest menjar, s'usen plats fondos o cassons de terra. Se li posa pa yufka o lavash, un altre pa pla, al fons dels pots i sobre s'agrega el piti amb el seu brou. Així el menjar es consumeix amb un pa suau.